# Jetty
A Jetty egy tisztán Javában írt webszerver és servlet container. Míg a webszervereket általában az emberek dokumentumokkal való kiszolgálásával hozzák kapcsolatban, a Jettyt gyakran használják  gép-gép közötti kommunikációra, különösen nagyobb szoftver keretrendszereken belül. A Jettyt szabad és nyílt forráskódú projektként fejlesztik, az Eclipse Foundation részeként. A webszervert olyan projektekben használják, mint például az Apache ActiveMQ, Alfresco, Apache Geronimo, Apache Maven,  Apache Spark, Google App Engine, Eclipse, FUSE, iDempiere, Twitter's Streaming API és a Zimbra. 
Jetty olyan nyílt forráskódú projektek szervere, mint például a Lift, Eucalyptus, Red5, Hadoop és  I2P. A Jetty támogatja a Java Servlet API-t (JSP támogatással) éppúgy, mint a HTTP/2 és WebSocket protokollokat.

## Áttekintés
A projekt célja egy egyszerű, hatékony és beágyazható webszerver létrehozása. A Jetty kis méretéből eredően alkalmas web service-ek működtetésére beágyazott Java alkalmazásokban.
Független, nyílt forráskódú projektként fejlesztve 2009-ben a Jettyt átköltöztették az Eclipsehez. A Jetty képes webszolgáltatásokat nyújtani beágyazott Java alkalmazásokban. Mára része komponense az Eclipse IDEnek. Támogatja a következőket: AJP, JASPI, JMX, JNDI, OSGi, WebSocket és más Java-s technológiák.

## Története
Eredetileg Sydneyben, Balmain-ben fejlesztette Greg Wilkins szoftverfejlesztő. Jetty eredetileg egy Mort Bay Szerver HTTP szerver komponense volt (Mort Bay Balmain egy körzete).
Jetty-t 1995-ben kezdték és MortBay szerverén volt elérhető az 1.x majd 2.x változat, egészen 2000-ig. 2000 és 2005 között, Jetty átkerült a sourceforge.net-re, ahol a 3.x, 4.x, majd 5.x verzió letölthető volt. 2005-ben az Jetty projektet átköltöztették a codehaus.org-ra. 2009-ben a főbb Jetty komponenseit átköltöztették az Eclipse.org-ra, és a Codehaus.org továbbra is nyújtott integrációt, kiegészítéseket, és Jetty csomagokat a 7.x és a 8.x verziókhoz (a 9.x-hez már nem).
| Verzió | Home              | Szükséges java verzió | HTTP verzió                              | Servlet verzió            | JSP Verzió | Státusz               |
| ------ | ----------------- | --------------------- | ---------------------------------------- | ------------------------- | ---------- | --------------------- |
| 9.3.x  | Eclipse           | 1.8                   | HTTP/1.1, HTTP/2, WebSocket JSR356, SPDY | 3.1                       | 2.3        | Stabil 2015-02-25 óta |
| 9.2.x  | Eclipse           | 1.7                   | HTTP/1.1, WebSocket JSR356, SPDY         | 3.1                       | 2.3        | Stabil 2014-04-16 óta |
| 9.1.x  | Eclipse           | 1.7                   | HTTP/1.1, WebSocket JSR356, SPDY         | 3.1                       | 2.3        | Stabil 2013-11-18 óta |
| 9.0.x  | Eclipse           | 1.7                   | HTTP/1.1, WebSocket, SPDY                | 3.0 (tracking 3.1 drafts) | 2.2        | Stabil 2013-03-08 óta |
| 8.x    | Eclipse, Codehaus | 1.6                   | HTTP/1.1 RFC2616                         | 3.0                       | 2.1        | Stabil                |
| 7.x    | Eclipse, Codehaus | 1.5, J2ME             | HTTP/1.1 RFC2616                         | 2.5                       | 2.1        | Stabil                |
| 6.x    | Codehaus          | 1.4-1.5               | HTTP/1.1 RFC2616                         | 2.5                       | 2.0        | Érett                 |
| 5.x    | Sourceforge       | 1.2-1.5               | HTTP/1.1 RFC2616                         | 2.4                       | 2.0        | Elavult               |
| 4.x    | Sourceforge       | 1.2, J2ME             | HTTP/1.1 RFC2616                         | 2.3                       | 1.2        | Nagyon régi           |
| 3.x    | Sourceforge       | 1.2                   | HTTP/1.1 RFC2068                         | 2.2                       | 1.1        | Fosszilizált          |
| 2.x    | Mortbay           | 1.1                   | HTTP/1.0 RFC1945                         | 2.1                       | 1.0        | Legendás              |
| 1.x    | Mortbay           | 1.0                   | HTTP/1.0 RFC1945                         |                           |            | Mítikus               |

## Fordítás
Ez a szócikk részben vagy egészben  a   Jetty című angol Wikipédia-szócikk ezen változatának fordításán alapul.  Az eredeti cikk szerkesztőit annak laptörténete sorolja fel. Ez a jelzés csupán a megfogalmazás eredetét és a szerzői jogokat jelzi, nem szolgál a cikkben szereplő információk forrásmegjelöléseként.